# Los años felices
Los años felices é uma telenovela mexicana, produzida por Valentín Pimstein para a Televisa e exibida pelo Canal de las Estrellas entre 12 de novembro de 1984 e 19 de abril de 1985. 
Foi protagonizada por Alma Muriel, Enrique Lizalde e Lupita Ferrer, co-protagonizada por Laura Flores e Manuel Saval e antagonizada por Laura Zapata, Rebeca Rambal, Juan Ignacio Aranda e Martín Barraza. 
A trama teve uma continuação, Los años pasan, que não teve muito êxito.

## Elenco
- Alma Muriel - Eva
- Enrique Lizalde - Adrián
- Lupita Ferrer - Marcela
- Laura Zapata - Flora
- Laura Flores - María T.
- Manuel Saval - Rodolfo
- Roberto Ballesteros - Angelo
- Rebeca Rambal - Silvia
- Miguel Córcega - Elías
- Azucena Rodriguez - Blanca
- Mariana Levy - Nancy
- Rafael del Villar - Italo
- Juan Ignacio Aranda - Jorge
- Demián Bichir - Tomás
- Beatriz Moreno - Fresia
- German Robles - Renato
- Héctor Ortega - El Padrino
- Ricardo Cortés - Hugo
- Consuelo Frank - Ruperta
- Luis Manuel Pelayo - Fernández
- Alicia Encinas - Celeste
- Arturo Lorca - Maradona
- Antonio Henaine - Cirilo
- Jose Luis Duval - Acuña
- Martha Zamora - Elisa
- Araceli de León - Lucía
- Rosario Monasterio - Alicia
- Luis Gatica - Joel
- Alfredo García Márquez - Rosales
- Javier Díaz Dueñas - Contador
- Imperio Vargas - Clarisa
- Claudio Báez - Gabriel
- Laura Heredia - Leonor
- Carlos Becerril - Napoleón
- Ausencio Cruz - Carlos
- Nuria Bages - Daniela* Alma Muriel - Eva
- Enrique Lizalde - Adrián
- Lupita Ferrer - Marcela
- Laura Zapata - Flora
- Laura Flores - María T.
- Manuel Saval - Rodolfo
- Roberto Ballesteros - Angelo
- Rebeca Rambal - Silvia
- Miguel Córcega - Elías
- Azucena Rodriguez - Blanca
- Mariana Levy - Nancy
- Rafael del Villar - Italo
- Juan Ignacio Aranda - Jorge
- Demián Bichir - Tomás
- Beatriz Moreno - Fresia
- German Robles - Renato
- Héctor Ortega - El Padrino
- Ricardo Cortés - Hugo
- Consuelo Frank - Ruperta
- Luis Manuel Pelayo - Fernández
- Alicia Encinas - Celeste
- Arturo Lorca - Maradona
- Antonio Henaine - Cirilo
- Jose Luis Duval - Acuña
- Martha Zamora - Elisa
- Araceli de León - Lucía
- Rosario Monasterio - Alicia
- Luis Gatica - Joel
- Alfredo García Márquez - Rosales
- Javier Díaz Dueñas - Contador
- Imperio Vargas - Clarisa
- Claudio Báez - Gabriel
- Laura Heredia - Leonor
- Carlos Becerril - Napoleón
- Ausencio Cruz - Carlos
- Nuria Bages - Daniela

## Prêmios e indicações

### TVyNovelas
| Categoria            | Indicado(a)  | Resultado |
| -------------------- | ------------ | --------- |
| Melhor atriz juvenil | Laura Flores | Indicado  |
| Melhor ator juvenil  | Manuel Saval | Indicado  |
| Revelação masculina  | Manuel Saval | Venceu    |